# Веллі-Стрім (Нью-Йорк)
Веллі-Стрім (англ. Valley Stream) — селище (англ. village) в США, в окрузі Нассау штату Нью-Йорк. Населення — 40 634 особи (2020).

## Географія
Веллі-Стрім розташоване за координатами 40°39′53″ пн. ш. 73°42′18″ зх. д. / 40.66472° пн. ш. 73.70500° зх. д. (40.664747, -73.704902).  За даними Бюро перепису населення США в 2010 році селище мало площу 9,06 км², з яких 9,02 км² — суходіл та 0,04 км² — водойми.

## Демографія
Згідно з переписом 2010 року, у селищі мешкало 37 511 осіб у 12 189 домогосподарствах у складі 9541 родини. Густота населення становила 4139 осіб/км².  Було 12625 помешкань (1393/км²).
Расовий склад населення:
| - 57,2 % — білих - 18,6 % — чорних або афроамериканців - 11,4 % — азіатів - 0,3 % — корінних американців - 0,1 % — вихідців з тихоокеанських островів - 9,0 % — осіб інших рас |

До двох чи більше рас належало 3,5 %. Частка іспаномовних становила 22,2 % від усіх жителів.
За віковим діапазоном населення розподілялося таким чином: 23,1 % — особи молодші 18 років, 63,6 % — особи у віці 18—64 років, 13,3 % — особи у віці 65 років та старші. Медіана віку мешканця становила 39,7 року. На 100 осіб жіночої статі у селищі припадало 92,6 чоловіків;  на 100 жінок у віці від 18 років та старших — 88,9 чоловіків також старших 18 років.
Середній дохід на одне домашнє господарство  становив 105 515 доларів США (медіана — 90 018), а середній дохід на одну сім'ю — 114 755 доларів (медіана — 102 488). Медіана доходів становила 62 619 доларів для чоловіків та 55 504 долари для жінок. За межею бідності перебувало 7,5 % осіб, у тому числі 12,6 % дітей у віці до 18 років та 7,1 % осіб у віці 65 років та старших.
Цивільне працевлаштоване населення становило 18 797 осіб. Основні галузі зайнятості: освіта, охорона здоров'я та соціальна допомога — 30,4 %, науковці, спеціалісти, менеджери — 11,4 %, роздрібна торгівля — 10,3 %.